# Sestry Gerhardovy

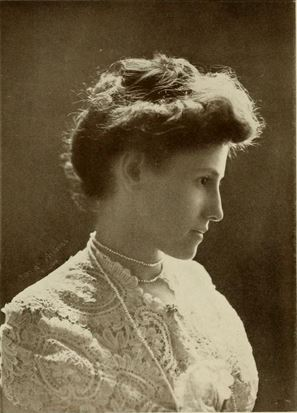
Sestry Gerhardovy: Daisy E. Nirdlinger

Emme Gerhardová (nepřechýleně Gerhard; 1872–1946) a Mayme Gerhardová (nepřechýleně Gerhard; 1876–1955), sestry Gerhardovy, byly mezi prvními fotografkami, které v roce 1903 založily ateliér v St. Louis v Missouri. V té době noviny a časopisy zřídka najímaly ženy jako fotografky, aby zachytily nejnovější zprávy.

## Životopis
Rodiče Gerhardových přišli do Spojených států jako děti z německého Kolína nad Rýnem v polovině 18. století. Usadili se v Mascoutah ve státě Illinois a v roce 1869 se přestěhovali do St. Louis v Missouri. Jejich otec pracoval postupně jako řidič, řezník a skladník ve velké německo-americké komunitě, která zahrnovala velké množství fotografů, retušérů a rytců.

## Kariéra
Gerhardovy začaly fotografickou kariéru jako mladé ženy. Studovaly tři roky u Fitze W. Guerina, nejznámějšího portrétisty a fotografa krajinářských scén v St. Louis. Když Guerin v lednu 1903 odcházel do důchodu, sestry Gerhardovy od něho koupily jeho studio a negativy. Načasování jejich podnikání bylo perfektní. Pět let renovací ve městě mezi lety 1899 a světovou výstavou v roce 1904 postavilo sestry Gerhardové do srdce nového St. Louis na vrcholu postupující politické éry.
Vyvinuly nové a originální nápady a metody, které při aplikaci na portrétní fotografii poskytovaly hodnotnou a estetickou variantu vůči malovaným portrétům.
Měly pobočku v North St. Louis, ale jejich hlavní studio na Olive Street poblíž Grand Avenue bylo postaveno pod jejich dohledem a v souladu s účely, které potřeboval. Bylo tam sedm nebo osm pokojů a první věcí, kterou si návštěvník mohl všimnout, byla absence fotografických vlastností; pokoje měly velmi velká, široká okna, krby, útulné rohy atd. Byly vyzdobeny v jemných, teplých tónech, díky nimž byla celá atmosféra příjemná a uklidňující. Konvenční světlo v úhlu čtyřiceti pěti stupňů, jak fotografové obvykle učí, bylo ignorováno a do jejich kompozic vstupovalo pouze přirozené denní světlo, podobně jako v běžném životě. V takové atmosféře se klient nevědomky uvolnil a ztratil smysl pro pózování, což souviselo s „pořízením snímku“. To byla podmínka, kterou Gerhardovy považovaly za nezbytnou pro pořízení svých „obrazů postav“ (character pictures).
Po prostudování portrétů malovaných starými mistry si sestry Gerhardovy položily otázku: „Jaké vlastnosti tito malíři vložili do své práce, vlastnosti, díky nimž jsou obrazy stále po uplynutí staletí stále„ živé“? Musí to být duše, skutečné já subjektu, které tak často uniká fotografické kameře, a sestry se začaly věnovat těmto dovednostem ve svých portrétech. Snažily se přimět své zákazníky, aby zapomněli na starý postoj „posaďte se a tvařte se příjemně“, což bylo téměř nemožné, když byla jejich hlava podepřena železným hákem, na který nemohl zapomenout ani na vteřinu. Své snímky nikdy neretušovaly, zbloudilé vlasy nebo skvrny ponechávaly přesně tak, jak to ukázala nemilosrdná fotografická kamera. Cílem obrázků sester Gerhardových byla kvintesence přirozenosti. Před krbem tvořily skupiny, jako by byly doma, povídaly si v útulných koutcích, hrály hry, zpívaly a tančily; ve skutečnosti ve všech rozkoších a činnostech, které jsou součástí každodenního života. Elektrické světlo používané pro snímky pořízené v domácnostech umožnilo reprodukovat jakoukoli část domu; vůbec první použití západně od New Yorku. Když umělkyně fotografie kolorovaly nebo tónovaly, podobnosti s olejomalbami byla ve výsledku překvapivé, zvláště když byl z postavy úspěšně vytažen „charakter“.

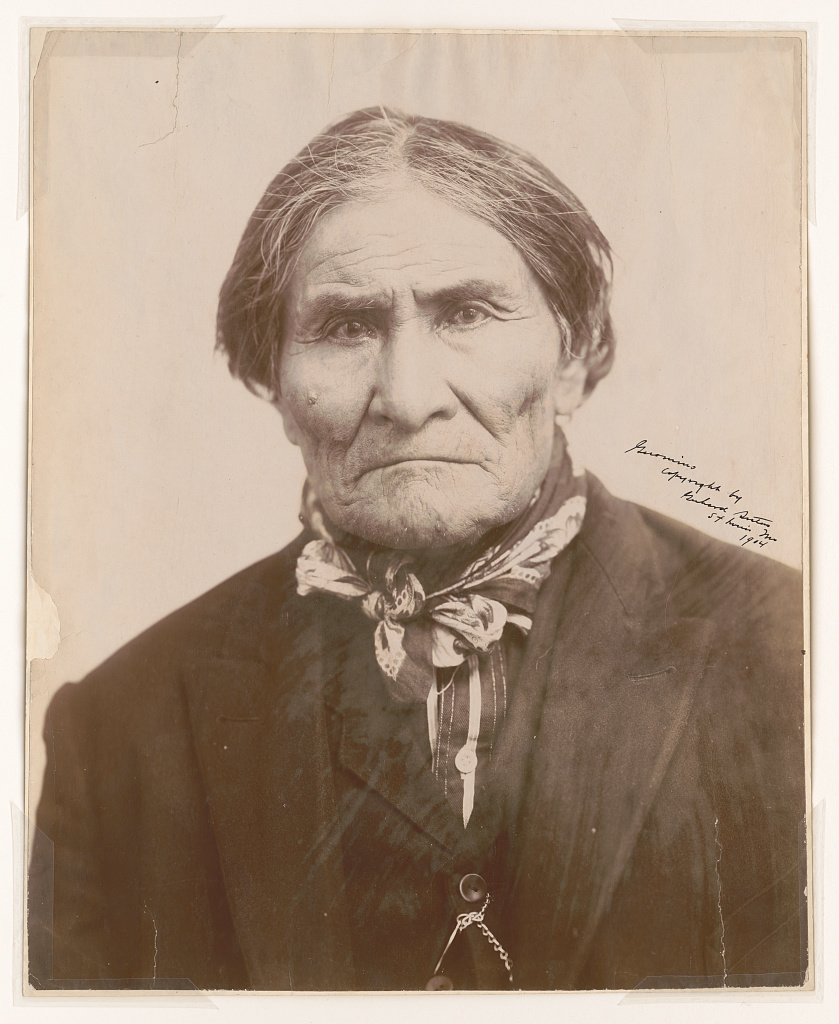
Sestry Gerhardovy: Geronimo

Mnoho portrétů vzniklo během Louisianské obchodní výstavy v roce 1904, kdy byly zastoupeny kmeny ze všech částí světa. Ředitel přírodovědného muzea Field Museum of Natural History viděl příležitost v získání cenné etnologické sbírky, pokud by získal spolupráci fotografa, a proto požádal o pomoc Charlese Carpentera, fotografa muzea, Frances Benjamin Johnstonovou a sestry Gerhardovy. Dohodli se, že pořídí fotografie všech domorodých Američanů a dalších etnických skupin, které budou moci, jelikož se jedná o vzácnou příležitost. Jedním z těchto portrétů je portrét Geronima, který obsahuje příležitostný „portrét“ fotografa při práci. Odráží se v Geronimově oku a byl objeven v roce 2009, kdy si konzervátor fotografií v knihovně uvědomil, že se na něj někdo při práci dívá. „Portrét“ ukazuje ženu, která má bílou halenku s tričkem a tmavou sukní, uniformu Nové ženy z 90. let 19. století a počátku dvacátého.
Sestry Gerhardovy jako fotografky účastnily každého sjezdu a jejich práce přitahovala velkou pozornost. Vysvětlovaly své metody, neustále hledaly nové nápady a držely krok s veškerým technickým vývojem. Bylo jim uděleno mnoho medailí a čestných uznání. Americký fotografický časopis Photo-Era Magazine umístil na přední obálku zářijového čísla roku 1913 jeden ze snímků, které vystavily na kongresu v Kansas City téhož roku a který byl považován za jeden z nejlépe vydařených. Představovala mladou dívku s vázou květin, jejíž krásný výraz zachytila kamera okouzlujícím a šťastným způsobem.
Sestry se účastnily fotografických konvencí přinejmenším již v roce 1905 v Bostonu a fotografická periodika zmiňovala jejich účast na událostech ve velkých městech po celých Spojených státech do roku 1920. Mayme Gerhard často sloužila v organizacích jako organizátorka, zatímco Emme Gerhard poskytovala většinu projevů, demonstrací a fotografií pro výstavy. Její přednáška z roku 1916 s názvem „Portrait-Lighting with Mercury-Vapor Lamps“ byla publikována jako článek pod oběma jmény společností Cooper Hewitt Electric Company, Hoboken, N. J.
Sestry Gerhardovy zastávaly úřad a získaly ocenění v Asociaci fotografů v Missouri a Asociaci v údolí Missouri, ale nejvíce se angažovaly v Americké federaci fotografek (Women's Federation of the Photographers' Association of America). Federace žen, která byla organizována v roce 1910 kvůli zvyšujícímu se počtu žen vstupujících do oblasti fotografie. Spolek existoval pouze devět let, ale hrál důležitou roli při vzdělávání a podpoře práce fotografek. Na výročních setkáních se pořádala výstavy fotografií autorek a konaly se přednášky a výstavy po celé zemi ve studiích vedených ženami. Když se federace spojila s Asociací fotografů, byla Mayme Gerhard první ženou, která zastávala národní úřad, a v roce 1913 se z ní stala spolupracovnice Britské královské fotografické společnosti.
Sestry Gerhardovy prosazovaly rodící se myšlenku, aby fotografie byla považována spíše za umělecký výraz než za mechanickou reprodukci, jak ukazuje jejich dopis z roku 1916 redaktorovi časopisu Bulletin of Photography. Uvedly, že viděly místní muzeum vystavující indickou keramiku, krajky a mumie, a newyorské Metropolitní muzeum vystavující tabatěrky a Pittsburské muzeum umění vystavující několik místností amatérského umění, zatímco muzeum St. Louis odmítlo od roku 1914 vystavovat jejich fotografie, protože je definovalo jako mechanické. Prosily Americkou asociaci fotografů, aby se chopila jejich věci.
Sestrám se v roce 1917 zdálo, že v jejich povolání stále dominují muži, kdy Emme Gerhard reportérovi řekla: „Víme, že jako ženy musíme očekávat, že budeme dělat svou práci také, a poté o něco lépe než muži, pokud bychom byly uznány a přijaty a soutěžit za stejných podmínek jako muži. “ Uznala diskriminaci na základě pohlaví ve fotografických soutěžích a pokračovala: „Naše první ceny bychom nebyly získaly, pokud by se naše příspěvky neobjevily bez další identifikace a jen pod anonymními čísly.“
Fotografické kluby odmítaly členství žen stejně jako reklamní organizace. V červnu 1917, kdy Associated Advertising Clubs of the World pořádal třináctý výroční sjezd v St. Louis, byla ženám povolena účast, přestože místní kapitola vyloučila ženy z členství. Mayme Gerhardová byla jednou ze tří místních žen, které „poctil Výbor pro národní program tím, že je zařadil do programu pro ženskou konferenci“.

## Osobní život

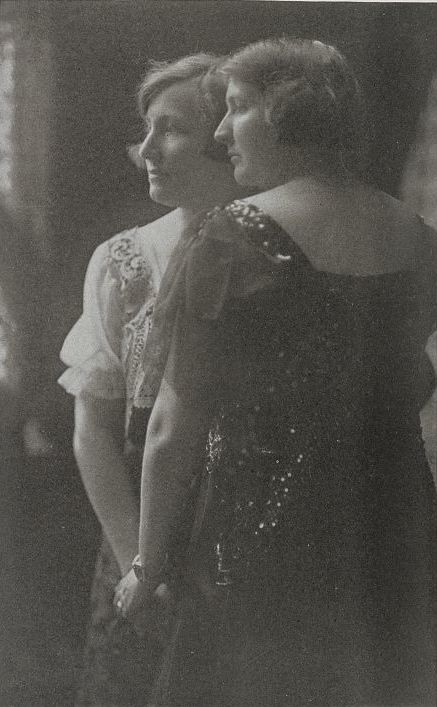
Emme a Mayme Gerhard

Sestry Gerhardovy zastávaly vedoucí role v profesních organizacích a staly se kolegyněmi v anglické Královské fotografické společnosti. Jejich snímky a obchodní prozíravost jim umožnily dosáhnout ekonomické nezávislosti a dokonce cestovat za zábavou. Společně pracovaly až do roku 1936 a poté pokračovaly ve zkoumání svých vlastních fotografických specialit. Poskytují pozoruhodné příklady žen, které integrovaly své povinnosti doma s účastí ve veřejné sféře.
Asi v roce 1899 se Emme Gerhard provdala za uměleckého rytce Alberta W. Rheina. Žili v St. Louis s rodiči Emmy Gerhardové a Albertovým bratrem Russellem G. Rheinem, také fotografem. Emme Gerhard pracovala jako pomocnice fotografa. Dne 12. října 1906 spolu měli syna Gerharda, který žil v Eureka Springs v Arkansasu. Při sčítání lidu v roce 1920 byla Emme Gerhardová uváděna jako vdova, která žije se svým synem v domě své sestry Mayme Gerhardové. Její manžel však byl uváděn jako rozvedený a žil v domácnosti v St. Louis, ve které žila také jeho sestra Alice, retušérka fotografií.
Mayme Gerhard se provdala za zubaře Thomase Goodale Hawleye, který byl dříve sám fotografem. Pár žil na adrese Lami čp. 1824 v St. Louis, někdy s některými sourozenci Mayme. Členové rodiny Gerhardových, bratři a sestry, pracovali ve fotografickém řemesle společně se svými sestrami, které je občas zaměstnávaly ve fotoateliéru. Sestry byly ekonomicky soběstačné, vychovávaly děti, které se staly soběstačnými, a měly prostředky k cestování až do Anglie nebo na Havaj.
Sestry Gerhardovy ztratily mnoho ze svých cenných fotografií při tragickém požáru v ateliéru v únoru 1905, který zničil více než 300 jejich negativů na skleněných deskách ze Světové výstavy. Mayme Gerhard je tehdy ocenila na 10 000 dolarů (ekvivalent 260 000 dolarů v roce 2017).
Sestry Gerhardovy provozovaly studia na několika místech v St. Louis, dokud Emme Gerhardová v červenci 1936 neodjela na měsíc studovat „primitivní umění“ do umělecké kolonie poblíž Mexico City. Následně se přestěhovala do New Yorku, kde žila se svým synem, Gerhardem R. Gerhardem, právníkem působícím v Port Washingtonu v New Yorku. Pravidelně vystavovala na Mezinárodním salonu fotografie ve Spojených státech, Kanadě a západní Evropě a její fotografie byly obecně kritiky oceněny. V roce 1938 se stala členkou Královské fotografické společnosti v Anglii. Emme Gerhard zemřela v roce 1946.
Mayme Gerhard provozovala studio se svou dcerou Verou Hawley Smithovou až do roku 1941 poté, co její manžel zemřel v roce 1935 a Emme Gerhard opustila St. Louis. Mayme Gerhard Hawley zemřela v St. Louis 16. října 1955.

## Dědictví
Divize Knihovny Kongresu Prints and Photographs Division získala fotografie sester Gerhardových prostřednictvím vkladů autorských práv a má ve své sbírce více než 100 fotografií pořízených mezi lety 1904 a začátkem dvacátých let 20. století, zejména jejich práce s etnickými portréty na světové výstavě v St. Louis a studiové portréty z let 1910–1920. Mnoho časopisů a novin, kde byly jejich obrázky publikovány, jsou k dispozici ke studiu prostřednictvím všeobecných sbírek knihovny a výzkumných novinových středisek. Převážná část jejich dochovaných článků a fotografií je v Missouri Historical Society a Smithsonian Museum of Natural History.

## Galerie

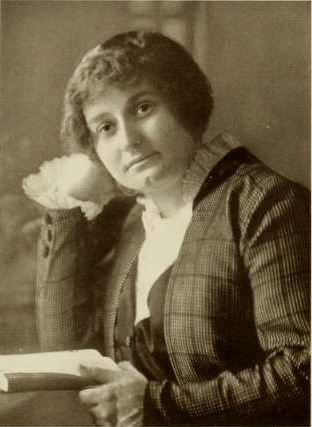
Amabel Anderson Arnold
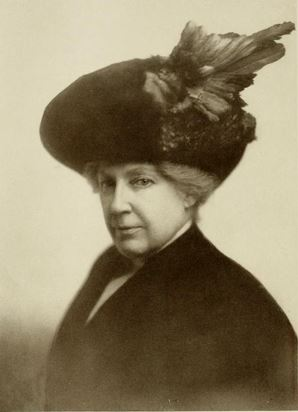
Annie Laurie Y. Orff
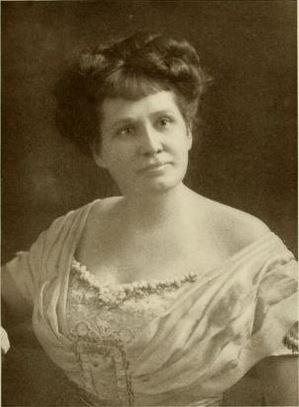
Annie Rooney Knight
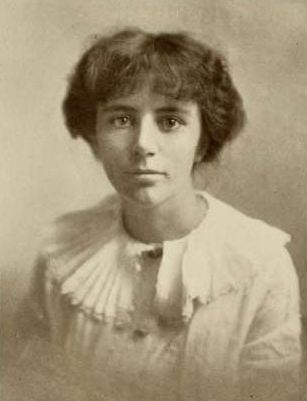
Caroline Risque
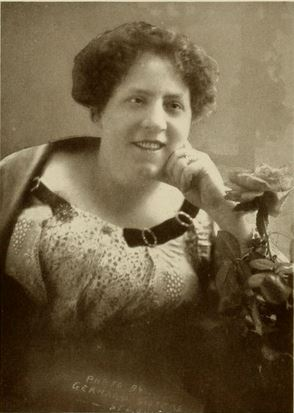
Clara Estelle Baumhoff
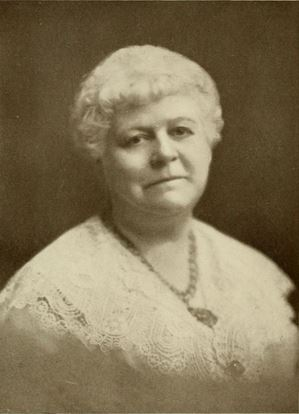
Frances Cushman-Wines
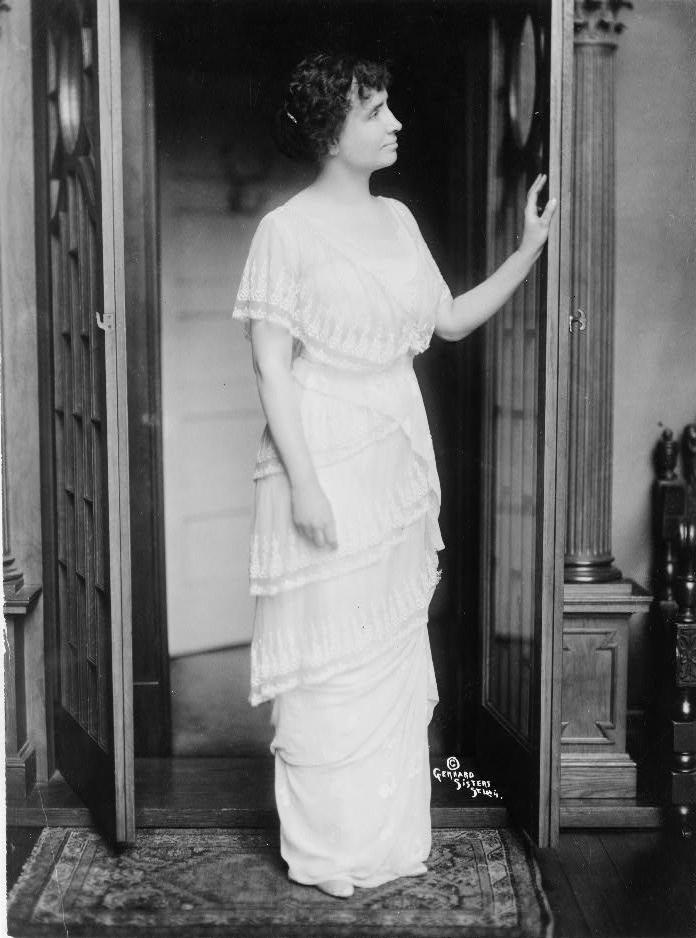
Helen Keller
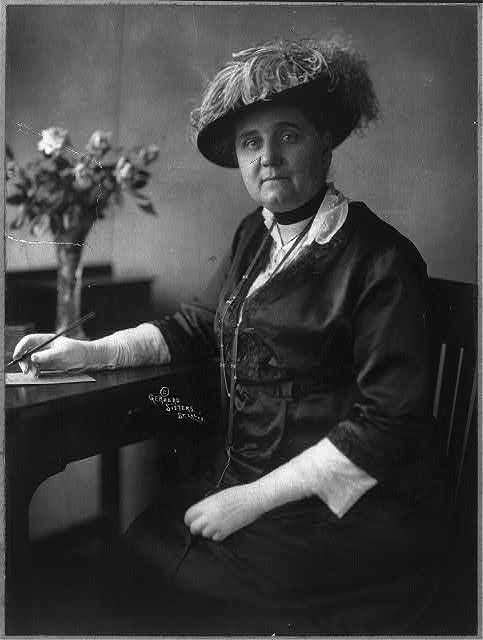
Jane Addams
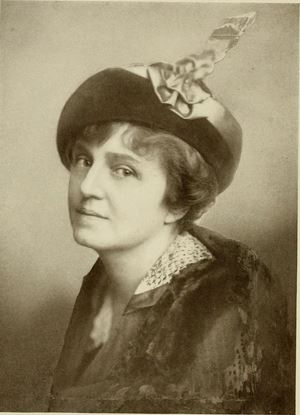
July H. Thomson
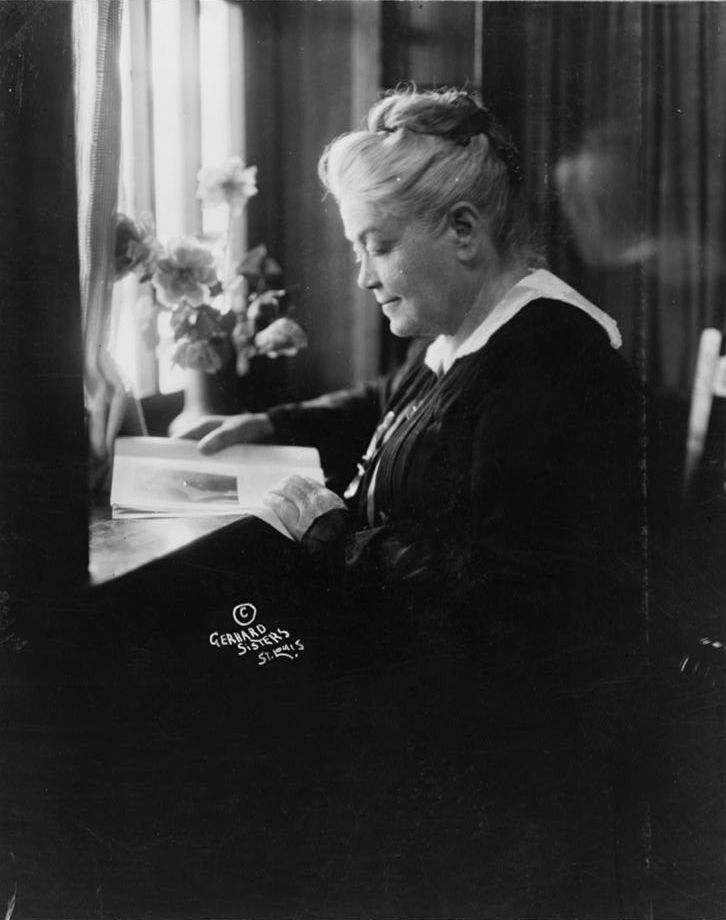
Laura Clay
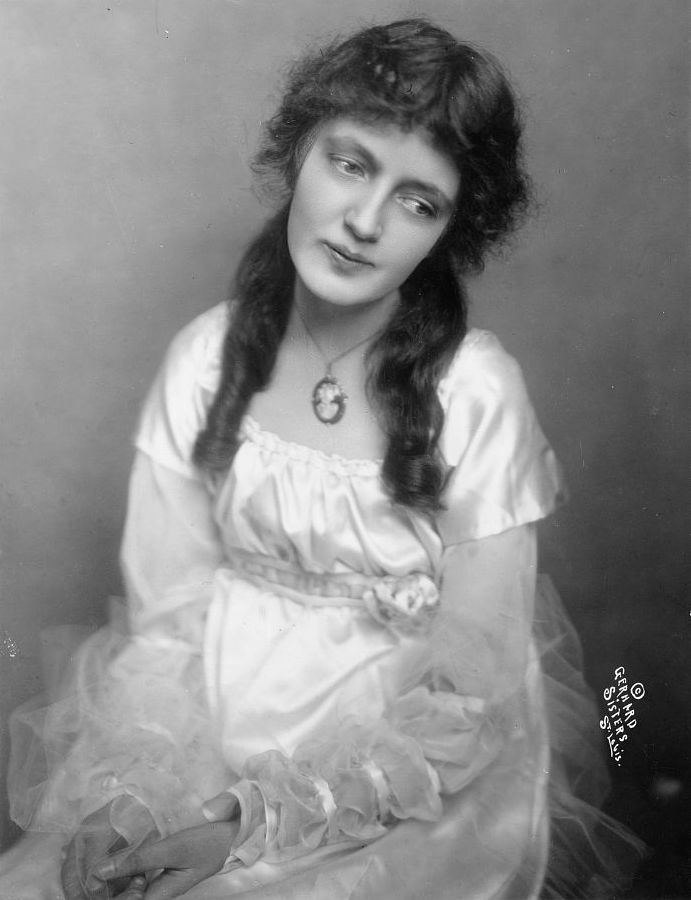
Mary Kean
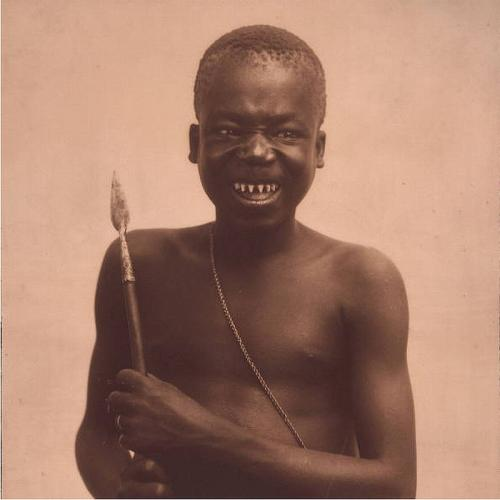
Ota Benga
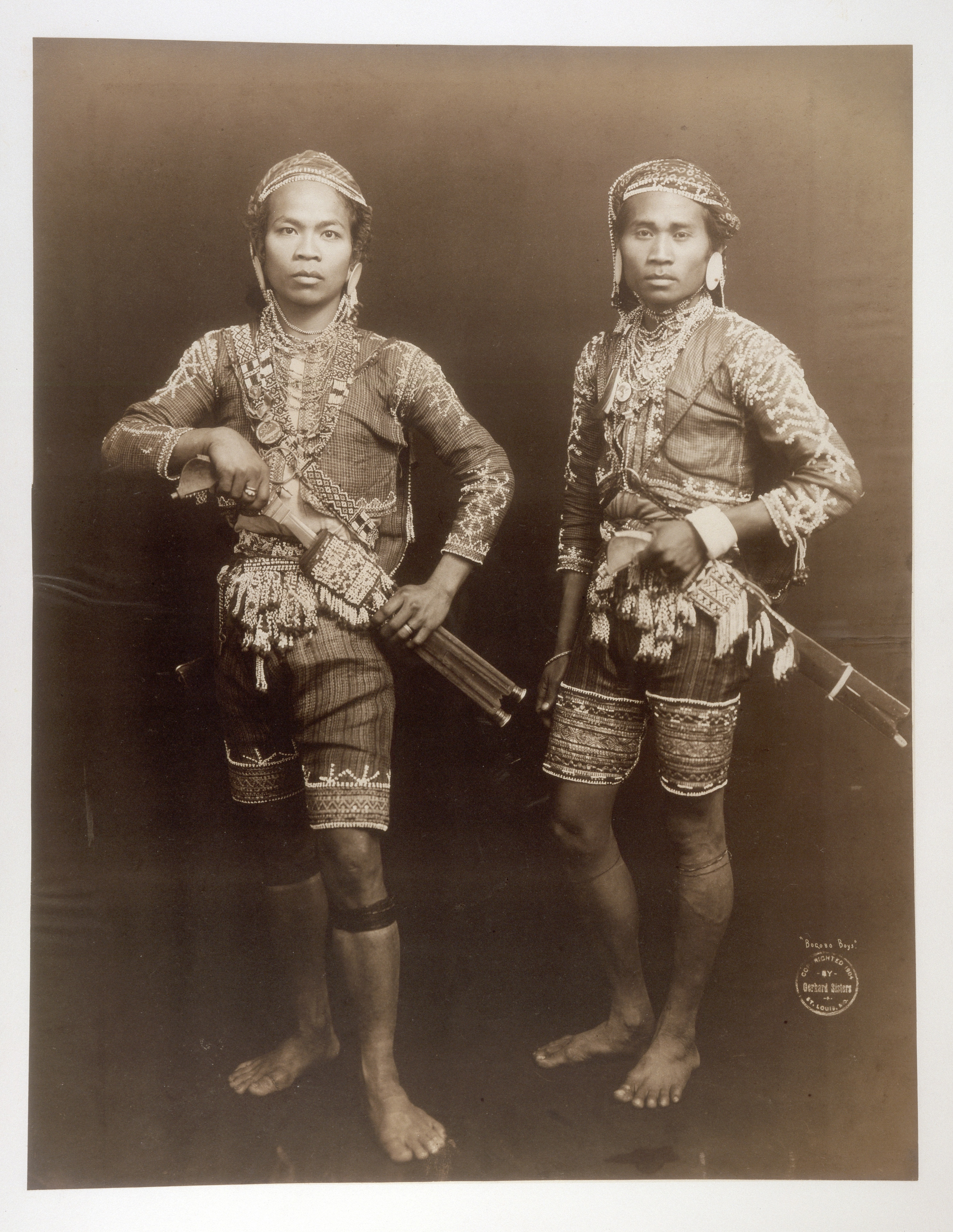
Bagabo boys. (Taken during the 1904 World's Fair)
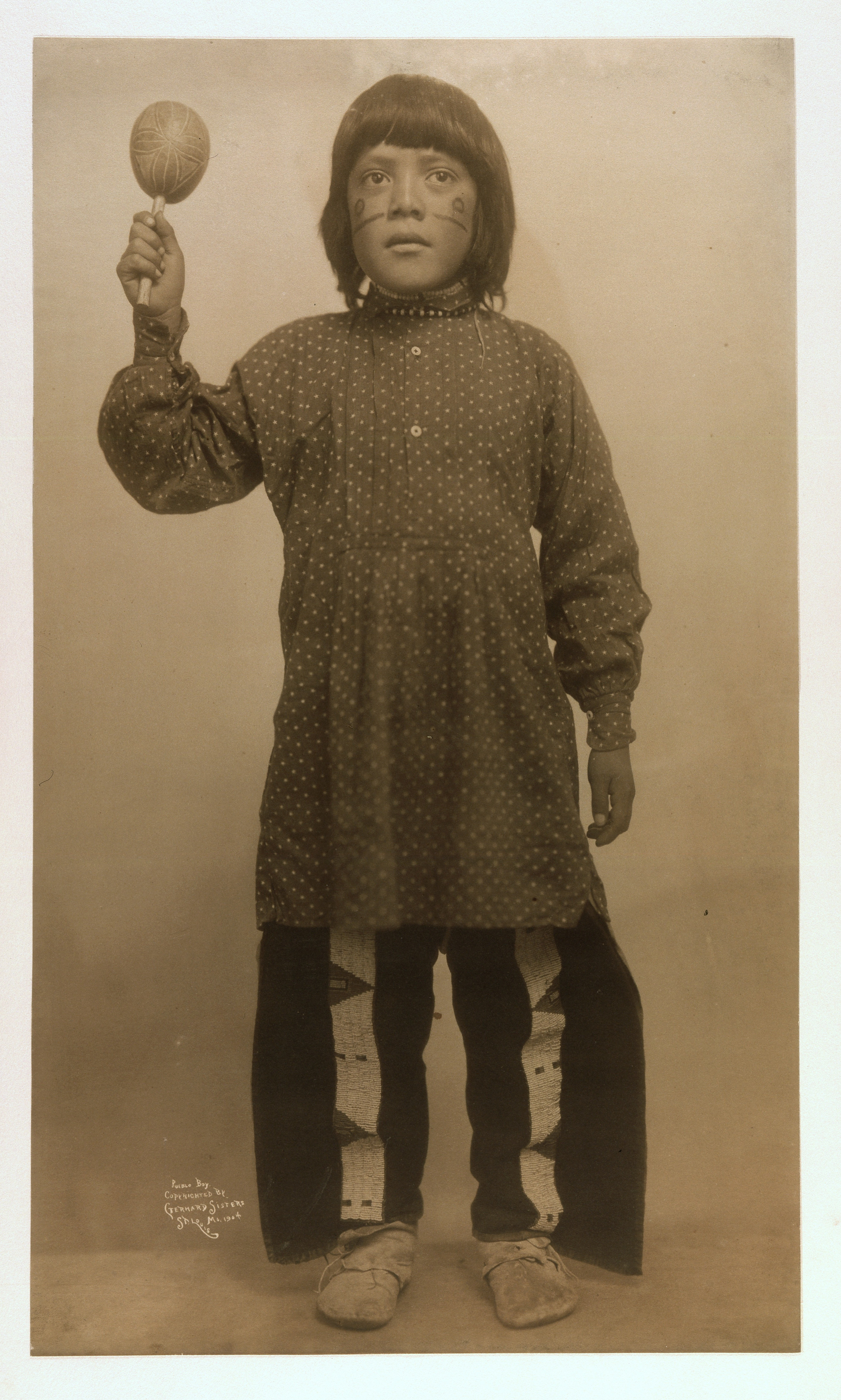
„Pueblo Boy.“ (Taken during the 1904 World's Fair)